# Daniele Di Stefano
Daniele Di Stefano (Ladispoli, 12 febbraio 1999) è un pattinatore di velocità su ghiaccio italiano.

## Biografia
Pratica inizialmente pattinaggio su rotelle, rappresentando l'Italia ai campionati mondiali della specialità.
Sul ghiaccio ottiene i primi risultati di rilievo con due argenti alle Universiadi invernali di Lake Placid 2023. Nel novembre dello stesso anno ottiene il suo primo podio in Coppa del Mondo, con un secondo posto nella partenza in linea della tappa di Pechino. Ai Mondiali ha ottenuto come miglior risultato il 5º posto sui 1500m nel 2024.

## Palmarès

### Coppa del Mondo
- 3 podi
  - 2 secondi posti
  - 1 terzo posto